# Marcos José de Noronha e Brito
Marcos José de Noronha e Brito, 6.º Conde dos Arcos (Lisboa, 4 de maio de 1712 - Lisboa, 14 de agosto de 1768) foi um nobre e administrador colonial português, 7.º vice-rei do Brasil.

## Biografia
Era filho de Tomás de Noronha, 5.º Conde dos Arcos com Madalena Bruna de Castro.
Assentou praça em 1726, num regimento de cavalaria da Corte. Um decreto de 1734 concedeu-lhe dispensa para ser promovido a alferes e tenente, sendo nomeado em 1735, no regimento comandado por António Caetano Luís de Sousa, Marquês das Minas, chegando ao posto de capitão de cavalos.
Em 1745, foi nomeado governador da capitania de Pernambuco. Exerceu o cargo até 1748, quando passou a ser governador de Goiás.
Em 1750, recebe a mercê de ostentar o mesmo título de conde do seu pai. No mesmo ano recebe as mercê do título de membro do Conselho do rei.
Em 1755, foi nomeado Vice-Rei do Brasil.
Durante seu governo, deu cumprimento às determinações do Marquês de Pombal referentes à expulsão dos jesuítas do Estado do Brasil. Assim como, para ajudar a reconstruir Lisboa após o terramoto de 1755, enviou de lá 3 milhões de cruzados ao Reino de Portugal. Porém, cabe ressaltar que, para prestar esse auxílio, o vice-rei impôs um tributo ao ouro brasileiro que tornou possível a reconstrução, imediata e total, da cidade de Lisboa.
Em 1760, regressa a Portugal, onde é nomeado governador das armas do Minho, até 1763, quando é nomeado governador de Marzagão.

## Descendência
Casou-se com D. Maria Xavier de Lancastre, filha de Tomás José Botelho de Távora, 3.º conde de São Miguel, em 19 de novembro de 1731. Dos oito filhos, quatro foram sobreviventes à idade adulta:
- D. Juliana Xavier de Lancastre, 7ª condessa dos Arcos, casou-se com D. Manuel José de Noronha e Menezes[1]
- D. Madalena Xavier de Noronha, freira no mosteiro da Madre de Deus
- D. Maria de Noronha, freira no convento das Trinas
- D. Antónia de Sales de Noronha, freira no Mosteiro da Madre de Deus